# Mariana (flamenco)
La Mariana è un palo flamenco, stile musicale del cante e ballo spagnolo. Si tratta di un palo binario, del gruppo dei tangos.
La popolarizzazione di questo cante si deve principalmente a El Cojo de Málaga all'inizio del XX secolo, anche conosciuto come El Cojo de las Marianas, e El Niño de las Marianas, stile dal quale prese il suo nome artistico. Posteriormente è stato rivalorizzata da artisti come Bernardo el de los Lobitos, Jesús Heredia, Curro Lucena e José Menese.